# スケジュール (コンピュータ科学)
データベースやトランザクション処理(トランザクション管理)の分野において、システムのスケジュール(履歴とも呼ばれる)はシステムにおいて実行されているトランザクションの実行を表現するための抽象的なモデルである。時系列の処理のリストであることが多く、システム内にて同時に実行されるトランザクション集合により処理される。このような動作の例として、読み込み、書き込み、中止、コミット、ロックの依頼、ロックなどの処理の依頼がある。すべてのトランザクション種類がスケジュールに含まれるべきではなく、一部の処理(例えばデータアクセス処理)のみが含まれることが多く、これは特定の現象を説明するために必要である。スケジュールとスケジュールの性質はデータベース並行性制御理論における基礎的な概念である。
な
以下にスケジュールの例を示す。
{\displaystyle D={\begin{bmatrix}T1&T2&T3\\R(X)&&\\W(X)&&\\Com.&&\\&R(Y)&\\&W(Y)&\\&Com.&\\&&R(Z)\\&&W(Z)\\&&Com.\end{bmatrix}}}
この例では、横軸はスケジュールDにおける異なるトランザクションを表す。縦軸は処理の時間軸を示す。スケジュールDは3つのトランザクションT1, T2, T3より構成される。このスケジュールはデータベース管理システムから見た場合のトランザクションの動作を説明している。